# 埃格尔松
埃格尔松（挪威語： 聆听ⓘ）是挪威的一座港口城市，位于罗加兰郡埃伊格尔松市镇内。埃格尔松于1798设立为市。现居住人口为11,433（2019年），全市面积为6.79平方公里。 

## 歷史
埃格尔松早在维京时代就已经是重要港口，并且是维京的文化中心和宗教中心。早在中世纪早期，埃格尔松就已经兴建教堂。

## 地理
埃格尔松是挪威最好的天然港口之一，也是就鱼类的数量而言最大的渔港。

## 經濟地位
许多国际知名企业都设在这里，包括NAVICO（原罗伯逊自动驾驶仪生产商）和杰普逊（制成品包括电子海图）的地方分会。 阿克工程（Aker Solutios）公司有一个大的分支在这里。其他工业大部分与海洋和船舶有关。 

## 景觀價值
埃格尔松主要旅游景点包括Fayancemuseet，Nordfjord民俗博物馆和Eigerøy灯塔。比较不被世人所知，但却具有里程碑意义的景点有Stoplesteinan石环，它让人想起英国的巨石阵。埃格尔松在2007年被评为最美丽的挪威小城。